# Koprivštica (Pirot)
Koprivštica (em cirílico: Копривштица) é uma vila da Sérvia localizada no município de Pirot, pertencente ao distrito de Pirot, na região de Visok. A sua população era de 45 habitantes segundo o censo de 2011.

## Demografia
| 1948 | 1953 | 1961 | 1971 | 1981 | 1991 | 2002 | 2011 |
| ---- | ---- | ---- | ---- | ---- | ---- | ---- | ---- |
| 390  | 406  | 371  | 314  | 216  | 117  | 67   | 45   |